# Диас, Джозеф
Джозеф Педроса Диас младший (англ. Joseph Pedroza Diaz Jr.; род. 23 ноября 1992, Саут-Эль-Монте, округ Лос-Анджелес, Калифорния, США) — американский боксёр-профессионал, мексиканского происхождения, выступающий во второй легчайшей, в полулёгкой, во второй полулёгкой и в лёгкой и суперлёгкой весовых категориях. Участник Олимпийских игр (2012), многократный чемпион США, победитель и призёр турниров международного значения в любителях.
Среди профессионалов временный чемпион мира по версии WBC (2021) в лёгком весе. Бывший чемпион мира по версии IBF (2020—2021), и чемпион по версии WBA Gold (2019—2020) во 2-м полулёгком весе. И бывший обязательный претендент на титул чемпиона мира по версии WBC (2018), чемпион Северной Америки по версиям NABF (2015—2018) и WBO NABO (2017—2018) в полулёгком весе.

## Биография
Родился 23 ноября 1992 года в Саут-Эль-Монте, в округе Лос-Анджелес, в Калифорнии, в США.
Джозеф имеет мексиканское происхождение.

## Любительская карьера
В детстве он играл в бейсбол, но затем занялся боксом, чтобы научиться самообороне. Изначально он тренировался под руководством своего отца.
Был многократным чемпионом США, победителем и призёром турниров международного значения в любителях.
В августе 2012 года в составе сборной США участвовал в Олимпийских играх в Лондоне (Великобритания). На Олимпиаде в весовой категории до 56 кг, сначала по очкам победил украинца Павла Ищенко, но во 2-м раунде соревнований по очкам проиграл опытному кубинцу Ласаро Альваресу — который в итоге завоевал бронзу Олимпиады.
В 2011 году провёл два боя в полупрофессиональной лиге World Series of Boxing — в первом бою победив по очкам немца Ронни Беблика, но во втором бою проиграв по очкам мексиканцу Браулио Авила.

## Профессиональная карьера
15 декабря 2012 года начал профессиональную карьеру боксёра во второй легчайшей весе, единогласным решением судей (счёт: 40-35 — трижды) победив опытного мексиканца Висенте Альфаро Мартинеса (5-2).
30 января 2020 года в Майами (США) единогласным решением судей (счёт: 116-112, 115-113 — дважды) победил опытного соотечественника Тевина Фармер (30-4-1), и завоевал титул чемпиона мира по версии IBF (5-я защита Фармера) во 2-м полулёгком весе.
13 февраля 2021 года в Индио (США) свёл вничью (счёт: 115-113, 114-114 — дважды) бой с небитым таджикским боксёром Шавкатджоном Рахимовым (15-0). Это должна была быть 1-я защита Диасом титула чемпиона мира по версии IBF во 2-м полулёгком весе (до 59 кг), но он был лишён титула перед боем из-за превышения лимита веса на более 1,5 кг.
9 июля 2021 года в Лос-Анджелесе (США) единогласным решением судей (счёт: 117-110, 116-111, 115-112) победил опытного доминиканца Хавьера Фортуну (36-2-1), и завоевал титул временного чемпиона мира по версии WBC в лёгком весе.

#### Бой с Девином Хейни
4 декабря 2021 года в Лас-Вегасе (США) в главном событии вечера в статусе временного чемпиона в лёгком весе встретился с полноценным чемпионом WBC Девином Хэйни. Первые три раунда прошли с преимуществом Хейни. Он занял центр ринга и контроллировал дистанцию джебом. Диас шёл вперёд, но пропускал при попытках сближения. Диас уверенно провел 4-ю трехминутку, но Хейни вернул нить боя в свои руки в дальнейших двух раундах. Вторая половина боя осталась за манёвренным Хейни, который даже принимал открытый бой с Диасом. После экватора 7-ой и 9-ый раунд остались за Джозефом, но победа чемпиона в остальных раундах была уверенной. Счёт боя в пользу чемпиона: 117—111, 117—111 и 116—112. Девин обошел Диаса по точным ударам — 164-140, силовые — 154-113. В туловище он нанёс 71 из 164 точных ударов. Джебы остались за Диасом 10-27.

#### Бой с Реджисом Прогрейсом
2 августа 2025 года в Чикаго (США) состоялся вечер бокса ОДЛХ, где в соглавном бою встретился с бывшим чемпионом в первом полусреднем весе 36-летним Реджисом Прогрейсом. В первом же раунде Диас смог потрясти соперника левым боковым. Реджис смог выстоять под градом ударов в потрясенном состоянии. Во второй трехминутке Прогрейс смог успокоить бой, но Диас снова потряс его на ближней. В следующих раундах Реджис перехватил инициативу, работал собрано джебом с дистанции и имел точные момоенты. Диас стал больше пропускать, количество ударов снизилось. Так же Джозеф получил рассечение от столкновения головами и чуть было не был снят с боя. Вторая половина боя была равная с удачными моментами у обоих соперников. У Диаса в концовке открылось ещё одно рассечение и он снова был на грани остановки по травме. Зрелищный бой был близким, что полностью отражает: 96—94х2, 98—92 в пользу Реджиса.

## Статистика профессиональных боёв
В таблице перечислены результаты всех поединков боксёров.
В каждой строке указан результат поединка. Дополнительно номер поединка обозначен цветом, который обозначает итог поединка. Расшифровка обозначений и цветов представлена в нижеследующей таблице.
| Пример | Расшифровка                     |
| ------ | ------------------------------- |
|        | Победа                          |
|        | Ничья                           |
|        | Поражение                       |
|        | Планируемый поединок            |
|        | Поединок признан несостоявшимся |
| КО     | Нокаут                          |
| ТКО    | Технический нокаут              |
| PTS    | Решение судей (по очкам)        |
| UD     | Единогласное решение судей      |
| MD     | Решение большинства судей       |
| SD     | Раздельное решение судей        |
| RTD    | Отказ от продолжения боя        |
| DQ     | Дисквалификация                 |
| NC     | Поединок признан несостоявшимся |

| 43 поединка, 34 победы (15 нокаутом), 1 ничья, 8 поражения.  | 43 поединка, 34 победы (15 нокаутом), 1 ничья, 8 поражения. | 43 поединка, 34 победы (15 нокаутом), 1 ничья, 8 поражения. | 43 поединка, 34 победы (15 нокаутом), 1 ничья, 8 поражения. | 43 поединка, 34 победы (15 нокаутом), 1 ничья, 8 поражения. | 43 поединка, 34 победы (15 нокаутом), 1 ничья, 8 поражения. | 43 поединка, 34 победы (15 нокаутом), 1 ничья, 8 поражения. |
| Бой                                                          | Рекорд                                                      | Дата боя                                                    | Соперник                                                    | Место проведения боя                                        | Результат                                                   | Примечание |
| ------------------------------------------------------------ | ----------------------------------------------------------- | ----------------------------------------------------------- | ----------------------------------------------------------- | ----------------------------------------------------------- | ----------------------------------------------------------- | --- |
| 38                                                           | 33–4–1                                                      | 8 июля 2023                                                 | Джерри Перес (14-2-1)                                       | AT&T Center, Сан-Антонио, Техас, США                        | UD 10                                                       | |
| 37                                                           | 32–4–1                                                      | 18 марта 2023                                               | Мерсито Геста (33-3-3)                                      | Walter Pyramid, Лонг-Бич, Калифорния, США                   | SD 10                                                       | Счёт: 97-93, 99-91, 98-92. |
| 36                                                           | 32–3–1                                                      | 29 октября 2022                                             | Уильям Сепеда (26-0)                                        | Pechanga Arena, Сан-Диего, Калифорния, США                  | UD 12                                                       | Счёт: 119-109 (дважды), 118-110. |
| 35                                                           | 32–2–1                                                      | 4 декабря 2021                                              | Девин Хейни (26-0)                                          | MGM Grand Garden Arena, Лас-Вегас, Невада, США              | UD 12                                                       | Счёт: 112-116, 111-117 (дважды). Бой за титул чемпиона мира по версии WBC (4-я защита Хейни) в лёгком весе.                                                                                                  |
| 34                                                           | 32–1–1                                                      | 9 июля 2021                                                 | Хавьер Фортуна (36-2-1)                                     | Стадион Banc of California, Лос-Анджелес, Калифорния, США   | UD 12                                                       | Счёт: 117-110, 116-111, 115-112. Завоевал титул временного чемпиона мира по версии WBC в лёгком весе. |
| Перешёл в лёгкий вес — 135 фунтов (до 61,24 кг).             |                                                             |                                                             |                                                             |                                                             |                                                             | |
| 33                                                           | 31–1–1                                                      | 13 февраля 2021                                             | Шавкатджон Рахимов (15-0)                                   | Fantasy Springs Casino, Индио, Калифорния, США              | MD 12                                                       | Счёт: 115-113, 114-114 (дважды). Бой за вакантный титул чемпиона мира по версии IBF во 2-м полулёгком весе. Диас превысил лимит весовой категории и титул стоял на кону только для Рахимова.                 |
| 32                                                           | 31-1                                                        | 30 января 2020                                              | Тевин Фармер (30-4-1)                                       | Meridian at Island Gardens, Майами, Флорида, США            | UD 12                                                       | Счёт: 116-112, 115-113 (дважды). Завоевал титул чемпиона мира по версии IBF (5-я защита Фармера) во 2-м полулёгком весе.                                                                                     |
| 31                                                           | 30-1                                                        | 21 сентября 2019                                            | Хесус Куадро (18-5)                                         | Auditorio del Estado, Мехикали, Нижняя Калифорния, Мексика  | MD 12                                                       | Счёт: 116-112, 115-113, 114-114. |
| 30                                                           | 29-1                                                        | 4 мая 2019                                                  | Фредди Фонсека (26-2-1)                                     | Ти-Мобайл Арена, Лас-Вегас, Невада, США                     | TKO 7 (12), 2:07                                            | Завоевал вакантный титул чемпиона по версии WBA Gold во 2-м полулёгком весе. |
| 29                                                           | 28-1                                                        | 9 февраля 2019                                              | Чарльз Уэрта (20-5)                                         | Fantasy Springs Casino, Индио, Калифорния, США              | UD 10                                                       | Счёт: 99-91 (трижды). |
| Перешёл во второй полулёгкий вес — 130 фунтов (до 58,97 кг). |                                                             |                                                             |                                                             |                                                             |                                                             | |
| 28                                                           | 27-1                                                        | 11 августа 2018                                             | Хесус Мануэль Рохас (26-1-2)                                | The Avalon, Голливуд, Калифорния, США                       | UD 12                                                       | Счёт: 117-111, 116-112, 115-113. Бой за титул регулярного чемпиона мира по версии WBA (1-я защита Рохаса) в полулёгком весе. Диас превысил лимит весовой категории и титул остался у Рохаса по правилам WBA. |
| 27                                                           | 26-1                                                        | 19 мая 2018                                                 | Гэри Расселл мл. (28-1)                                     | MGM National Harbor, Оксон-Хилл, Мэриленд, США              | UD 12                                                       | Счёт: 113-115, 111-117 (дважды). Бой за титул чемпиона мира по версии WBC (3-я защита Расселла) в полулёгком весе.                                                                                           |
| 26                                                           | 26-0                                                        | 22 февраля 2018                                             | Виктор Террасас (38-4-2)                                    | Fantasy Springs Casino, Индио, Калифорния, США              | KO 3 (10), 3:00                                             | Защитил титулы чемпиона Северной Америки по версиям NABF (6-я защита Диаса) и WBO NABO (2-я защита Диаса) в полулёгком весе.                                                                                 |
| 25                                                           | 25-0                                                        | 16 сентября 2017                                            | Рафаэль Ривера (25-0-2)                                     | Ти-Мобайл Арена, Лас-Вегас, Невада, США                     | UD 12                                                       | Счёт: 120-108, 119-109 (дважды). Защитил титул чемпиона Северной Америки по версии WBO NABO (1-я защита Диаса) в полулёгком весе.                                                                            |
| 24                                                           | 24-0                                                        | 6 мая 2017                                                  | Мануэль Авила (22-0)                                        | Ти-Мобайл Арена, Лас-Вегас, Невада, США                     | UD 10                                                       | Счёт: 100-90, 99-91 (дважды). Завоевал вакантный титул чемпиона Северной Америки по версии WBO NABO и защитил титул чемпиона Северной Америки по версии NABF (5-я защита Диаса) в полулёгком весе.           |
| Бои в полулёгком весе — 126 фунтов (до 57,15 кг).            |                                                             |                                                             |                                                             |                                                             |                                                             | |
| Бой                                                          | Рекорд                                                      | Дата боя                                                    | Соперник                                                    | Место проведения боя                                        | Результат                                                   | Примечание |